# Saison 2024-2025 de snooker
Navigation
2023-2024 2025-2026
La saison 2024-2025 de snooker commence le 10 juin 2024 et se termine le 5 mai 2025. Le calendrier comporte 18 tournois dont quinze comptent pour le classement mondial des joueurs. 

## Joueurs qualifiés
Les joueurs qualifiés pour cette saison sont les suivants :
- Les 68 premiers joueurs du classement mondial après le dernier championnat du monde
- Les 4 joueurs qui ont terminé en tête du classement annuel parmi les joueurs non-qualifiés à l'issue de la saison précédente
- Les vainqueurs des compétitions internationales affiliées à la fédération internationale de snooker (Open de la fédération, Open junior de la fédération, championnat d'Europe, championnat d'Europe des moins de 21 ans, championnat d'Asie pacifique, championnat d'Amérique et championnat d'Afrique)
- Quatre joueurs qualifiés par le biais du circuit de qualification qui s'est déroulé tout au long de la saison précédente (le joueur qui a fini en tête du classement général de la saison régulière et les trois joueurs ayant le mieux figuré lors de l'épreuve finale)
- Deux nominations du circuit chinois
- La championne du monde féminine, ainsi que la no 1 au classement mondial du circuit féminin
- Les demi-finalistes des deux tournois de qualification (Q School) disputés à la fin de la dernière saison, soit huit joueurs
- Les finalistes des deux épreuves qualificatives asiatiques et océaniennes, soit quatre joueurs
- Un joueur bénéficiaire d'une invitation allouée par la fédération

## Nouveautés
- Un nouveau tournoi chinois comptant pour le classement mondial s'ajoute au calendrier, après le retour de quatre épreuves lors de la saison précédente ; le Grand Prix de Xi'an, organisé à la fin du mois d'août dans la capitale de la province du Shaanxi (Chine).
- Les Masters mondiaux, tournoi sur invitation organisé en Arabie saoudite et apparu lors de la saison précédente, font l'objet d'une valorisation en tournoi classé. À cette occasion, ils sont rebaptisés « Masters d'Arabie saoudite » et leur tenue est avancée à la fin de l'été.

## Calendrier
Les tournois classés sont les tournois les plus importants du calendrier, puisqu'ils sont les seuls à rapporter des points pour le classement mondial. Deux de ces tournois — le championnat du Royaume-Uni et le championnat du monde — font partie de la Triple couronne, qui rassemble les trois tournois de snooker les plus prestigieux et les mieux dotés financièrement. Les tournois non classés sont la deuxième catégorie principale de tournois. Ces tournois ne rapportent pas de points pour le classement des joueurs car ils ne sont ouverts qu'à un nombre restreint d'entre eux (généralement les joueurs du top 16 mondial). Les dotations financières de ces tournois sont généralement avantageuses, afin d'attirer les tout meilleurs compétiteurs de la discipline. L'un de ces tournois — le Masters — compte parmi les tournois de la Triple couronne. Les tournois alternatifs sont la troisième catégorie du circuit principal. Ces tournois n'apportent pas de points pour le classement et adoptent des formats de jeu différents du format traditionnel, les règles du snooker pouvant être quelque peu modifiées. La quatrième catégorie de tournois principaux est celle dite « par équipes  ». Comme son nom l'indique, cette catégorie de tournois renferme les tournois qui ne sont pas disputés en individuel (doublette, triplette et équipes supérieures à quatre joueurs). Les joueurs qui figurent dans ces tournois sont généralement invités par les organisateurs, ce qui explique qu'il n'y ait pas de points en jeu. La dernière catégorie du circuit principal est celle des tournois pro-am. Disputés dans des clubs ou académies de snooker, ces tournois rassemblent un grand nombre de joueurs amateurs, accompagnés d'une poignée de joueurs professionnels. La présence importante de joueurs amateurs fait qu'aucun point de classement n'est distribué lors de ces tournois. 
Les tournois du circuit de qualification (Q Tour) ne font pas partie du circuit principal mais du circuit secondaire amateur, qui permet de distribuer des invitations sur le circuit professionnel aux joueurs qui ont le mieux figuré au cours de l'année, pour la saison suivante. La tournée mondiale seniors ne fait elle aussi pas partie du grand circuit. Les tournois affiliés à ce circuit sont réservés aux joueurs de plus de 45 ans, retirés ou encore en activité. 
| C = Tournoi classé (professionnel)              |
| NC = Tournoi non classé (professionnel)         |
| A = Tournoi alternatif (professionnel)          |
| TE = Tournoi par équipes (professionnel)        |
| P/A = Tournoi pro-am (professionnel et amateur) |
| QT = Circuit du Q Tour (amateur)                |
| TMS = Tournée mondiale seniors (professionnel)  |

| Dates (mois-jour) | Dates (mois-jour) | Tournoi                          | Lieu       | Site                                   | Cat. | Vainqueur                                     | Finaliste                             | Score          | Réf.   |
| 05-09             | 05-12             | Open de Vienne                   | Vienne     | 15 Reds Köö Wien Snooker Club          | P/A  | Alexander Ursenbacher                         | Craig Steadman                        | 5-4            | [ 2 ]  |
| 05-25             | 05-26             | Coupe internationale de Helsinki | Helsinki   | Kulttuuritalo                          | NC   | Ali Carter                                    | Kyren Wilson                          | 6-3            | [ 3 ]  |
| 06-10             | 07-03             | Championnat de la ligue          | Leicester  | Leicester Arena                        | C    | Ali Carter                                    | Jackson Page                          | 3-1            | [ 4 ]  |
| 07-05             | 07-09             | Pink Ribbon                      | Walsall    | Landywood Snooker Club                 | P/A  | Oliver Lines                                  | Elliot Slessor                        | 4-3            | [ 5 ]  |
| 07-15             | 07-21             | Masters de Shanghai              | Shanghai   | Shanghai Grand Stage                   | NC   | Judd Trump                                    | Shaun Murphy                          | 11-5           | [ 6 ]  |
| 08-15             | 08-18             | Q Tour n°1                       | Leeds      | Northern Snooker Centre                | QT   | Andres Petrov                                 | Ryan Thomerson                        | 4-3            | [ 7 ]  |
| 08-19             | 08-25             | Grand Prix de Xi'an              | Xi'an      | Xi'an Qujiang Sports Complex           | C    | Kyren Wilson                                  | Judd Trump                            | 10-8           | [ 8 ]  |
| 08-30             | 09-07             | Masters d'Arabie Saoudite        | Riyadh     | The Green Halls                        | C    | Judd Trump                                    | Mark Williams                         | 10-9           | [ 9 ]  |
| 09-20             | 09-22             | Q Tour n°2                       | Sofia      | Bulgarian Snooker Academy              | QT   | Dylan Emery                                   | Harvey Chandler                       | 4-3            | [ 10 ] |
| 09-12             | 09-22             | Open d'Angleterre                | Brentwood  | Brentwood Centre                       | C    | Neil Robertson                                | Wu Yize                               | 9-7            | [ 11 ] |
| 09-23             | 09-29             | Open de Grande-Bretagne          | Cheltenham | The Centaur                            | C    | Mark Selby                                    | John Higgins                          | 10-5           | [ 12 ] |
| 10-04             | 10-06             | Q Tour n°3                       | Stockholm  | Snookerhallen                          | QT   | Zhao Xintong                                  | Craig Steadman                        | 4-3            | [ 13 ] |
| 10-06             | 10-12             | Open de Wuhan                    | Wuhan      | Centre sportif de Wuhan                | C    | Xiao Guodong                                  | Si Jiahui                             | 10-7           | [ 14 ] |
| 10-20             | 10-27             | Open d'Irlande du Nord           | Belfast    | Waterfront Hall                        | C    | Kyren Wilson                                  | Judd Trump                            | 9-3            | [ 15 ] |
| 11-08             | 11-10             | Q Tour n°4                       | Manchester | Club 200                               | QT   | Zhao Xintong                                  | Ryan Davies                           | 4-2            | [ 16 ] |
| 11-03             | 11-10             | Championnat international        | Nanjing    | South New City National Fitness Center | C    | Ding Junhui                                   | Chris Wakelin                         | 10-7           | [ 17 ] |
| 11-11             | 11-17             | Champion des champions           | Bolton     | University of Bolton Stadium           | NC   | Mark Williams                                 | Xiao Guodong                          | 10-6           | [ 18 ] |
| 11-23             | 12-01             | Championnat du Royaume-Uni       | York       | Barbican Centre                        | C    | Judd Trump                                    | Barry Hawkins                         | 10-8           | [ 19 ] |
| 12-04             | 12-07             | Snooker Shoot-Out                | Leicester  | Mattioli Arena                         | C    | Tom Ford                                      | Liam Graham                           | 1-0            | [ 20 ] |
| 12-13             | 12-15             | Q Tour n°5                       | Vienne     | National Training Academy              | QT   | Zhao Xintong                                  | Ryan Thomerson                        | 4-2            | [ 21 ] |
| 12-09             | 12-15             | Open d'Écosse                    | Édimbourg  | Meadowbank Sports Centre               | C    | Lei Peifan                                    | Wu Yize                               | 9-5            | [ 22 ] |
| 12-18             | 12-20             | Masters mondiaux                 | Riyad      | Boulevard Arena                        | NC   | Mark Allen                                    | Luca Brecel                           | 5-1            | [ 23 ] |
| 01-02             | 01-04             | Open des trois rois              | Rankweil   | Patricks Candian Taverne               | P/A  | Richard Wienold                               | Alexander Ursenbacher                 | 3-1            | [ 24 ] |
| 01-10             | 01-12             | Q Tour n°6                       | Mons       | Delta Moon                             | QT   | Zhao Xintong                                  | Ehsan Heydari Nezhad                  | 4-1            | [ 25 ] |
| 01-12             | 01-19             | Masters                          | Londres    | Alexandra Palace                       | NC   | Shaun Murphy                                  | Kyren Wilson                          | 10-7           | [ 26 ] |
| 01-27             | 02-02             | Masters d'Allemagne              | Berlin     | Tempodrom                              | C    | Kyren Wilson                                  | Barry Hawkins                         | 10-9           | [ 27 ] |
| 01-03             | 02-05             | Championnat de la ligue          | Leicester  | Mattioli Arena                         | NC   | Mark Selby                                    | Kyren Wilson                          | 3-0            | [ 28 ] |
| 02-07             | 02-09             | Q Tour n°7                       | Walsall    | Landywood Snooker Club                 | QT   | Liam Highfield                                | Dylan Emery                           | 4-3            | [ 29 ] |
| 02-10             | 02-16             | Open du pays de Galles           | Llandudno  | Venue Cymru                            | C    | Mark Selby                                    | Stephen Maguire                       | 9-6            | [ 30 ] |
| 02-24             | 03-02             | Open mondial                     | Yushan     | Yushan Sport Centre                    | C    | John Higgins                                  | Joe O'Connor                          | 10-6           | [ 31 ] |
| 02-28             | 03-02             | Open d'Italie                    | Bolzano    | 15 Palle                               | P/A  | Ross Muir                                     | Denys Khmelevskyi                     | 3-1            | [ 32 ] |
| 03-04             | 03-09             | Grand Prix mondial               | Hong Kong  | Kai Tak Sports Park                    | C    | Neil Robertson                                | Stuart Bingham                        | 10-0           | [ 33 ] |
| 03-11             | 03-13             | Q Tour Play-offs                 | Antalya    | Pine Beach Belek Hotel                 | QT   | Florian Nüßle Steven Hallworth Liam Highfield | Andres Petrov Mark Joyce Iulian Boiko | 10-3 10-5 10-3 | [ 34 ] |
| 03-17             | 03-23             | Championnat des joueurs          | Telford    | Telford International Centre           | C    | Kyren Wilson                                  | Judd Trump                            | 10-9           | [ 35 ] |
| 03-31             | 04-06             | Championnat du circuit           | Manchester | Manchester Central                     | C    | John Higgins                                  | Mark Selby                            | 10-8           | [ 36 ] |
| 04-19             | 05-05             | Championnat du monde             | Sheffield  | Crucible Theatre                       | C    | Zhao Xintong                                  | Mark Williams                         | 18-12          | [ 37 ] |
| 05-07             | 05-11             | Championnat du monde seniors     | Sheffield  | Crucible Theatre                       | TMS  | Alfie Burden                                  | Aaron Canavan                         | 8-4            | [ 38 ] |

## Classement mondial en début et fin de saison

### Après lechampionnat du monde 2024
| Rang | Évol.         | Joueur            | Points  |
| 1    | 2             | Mark Allen        | 965 000 |
| 2    | 2             | Judd Trump        | 911 000 |
| 3    | 5             | Kyren Wilson      | 851 500 |
| 4    | 2             | Luca Brecel       | 690 500 |
| 5    | 4             | Ronnie O'Sullivan | 659 000 |
| 6    | 1             | Mark Selby        | 648 500 |
| 7    | en stagnation | Shaun Murphy      | 498 000 |
| 8    | 9             | Ding Junhui       | 466 500 |
| 9    | 1             | Mark Williams     | 457 500 |
| 10   | 2             | Ali Carter        | 428 000 |
| 11   | 4             | Gary Wilson       | 421 500 |
| 12   | 48            | Zhang Anda        | 406 000 |
| 13   | 11            | Tom Ford          | 340 500 |
| 14   | 24            | Jak Jones         | 317 500 |
| 15   | 5             | Barry Hawkins     | 312 500 |
| 16   | 7             | John Higgins      | 303 500 |

### Après lechampionnat du monde 2025
| Rang | Évol.         | Joueur            | Points    |
| 1    | 1             | Judd Trump        | 1 984 200 |
| 2    | 1             | Kyren Wilson      | 1 304 300 |
| 3    | 6             | Mark Williams     | 858 600   |
| 4    | 12            | John Higgins      | 781 250   |
| 5    | en stagnation | Ronnie O'Sullivan | 740 000   |
| 6    | 2             | Ding Junhui       | 606 000   |
| 7    | 1             | Mark Selby        | 558 000   |
| 8    | 20            | Neil Robertson    | 547 050   |
| 9    | 6             | Barry Hawkins     | 540 050   |
| 10   | 9             | Mark Allen        | 522 900   |
| 11   | Nouveau       | Zhao Xintong      | 510 000   |
| 12   | en stagnation | Zhang Anda        | 491 550   |
| 13   | 21            | Xiao Guodong      | 469 000   |
| 14   | 7             | Shaun Murphy      | 435 900   |
| 15   | 5             | Si Jiahui         | 420 200   |
| 16   | 8             | Chris Wakelin     | 388 400   |